# Renault Eolab
La Renault Eolab est un concept car citadine hybride rechargeable, du constructeur automobile français Renault, présenté au Festival automobile international de 2015.

## Carrosserie

### Aérodynamisme
L'Eolab reprend l'identité visuelle Renault tout en réduisant drastiquement ses frottements à l'air. Le modèle est arrivé à faire tomber son coefficient de traînée (Cx) à 0,47 et son Scx à 0,235, chose difficile sur une voiture de série. D'autre part, l'Eolab a été équipé d'une suspension pneumatique permettant de rabaisser le châssis de 2,5 centimètres pour des vitesses supérieures à 70 km/h. Elle est aussi munie d'un spoiler et de différents déflecteurs pour minimiser au mieux les turbulences de l'air autour de la carrosserie.
Les jantes étaient aussi amovibles lors du roulage. Ainsi, elles étaient ouvertes lorsque le véhicule était à l'arrêt, et dès lors qu'il était en mouvement, un mécanisme fermait les jantes et réduisait ainsi la résistance à l'air. Le système permettait une réouverture des jantes en cas de surchauffe des freins à disque. Ces différentes avancées sur le plan aérodynamique ont permis une importante réduction de la traînée aérodynamique conduisant automatiquement à une nette amélioration de la consommation à 1,2 L/100 km.

### Poids
L'Eolab avait un poids de 955 kg. Ceci a été accompli par l'utilisation de matériaux innovants. Le toit du véhicule était fabriqué en magnésium qui amenait celui-ci à une masse de 4,5 kg. Autrement l'ensemble des équipements en verre était plus fin que ceux retrouvés sur les modèles en production. Enfin le véhicule a recours à beaucoup d'aluminium dans l'usinage de son châssis. Toutes ces innovations permettent un gain de près de 400 kg par rapport aux véhicules standards.

## Motorisation
Le véhicule est entraîné par un moteur à essence développant 78 chevaux et 95 Newton-mètres de couple, ainsi qu'un moteur électrique de 40 kilowatts (54 ch) et 200 Newton-mètres de couple. Le moteur électrique tire son énergie d'une batterie au lithium-ion qui permet de stocker 6,7 kilowattheures. La boîte de vitesses était automatique et fonctionnait sans embrayage grâce à une unité de contrôle spéciale, chose innovante pour l'époque.